# Barton (cràter)
Barton és un cràter d'impacte del planeta Venus de 52,2 km de diàmetre. Porta el nom de Clara Barton (1821-1912), fundadora de la Creu Roja als Estats Units d'Amèrica, i el seu nom va ser aprovat per la Unió Astronòmica Internacional el 1991.
El cràter té un anell de pics enlloc d'un pic central. El sòl del cràter de Barton és pla i fosc al radar, la qual cosa indica que es va omplir de fluxos de lava en algun moment després de l'impacte. L'anell central de Barton és discontinu i sembla que s'ha interromput o separat durant o després del procés de formació del cràter.